# Kabelnet
Kabelnet betegner for brugeren den form for signaloverførsel, der bliver transmitteret gennem et system af kabler fra TV/radiostation til modtager. Benyttes ofte i bynære områder. I landdistrikter, hvor dette ikke (endnu) er rentabelt, benyttes oftest luftbårne signaler, f.eks. med antennemodtagelse fra satellit.